# Sant'Andrea al Quirinale
Cerkev Sant'Andrea al Quirinale (svetega Andreja na Kvirinalu, latinsko S. Andreae in Quirinali) je rimskokatoliška naslovna cerkev v Rimu v Italiji, zgrajena za jezuitsko semenišče na Kvirinalu.
Cerkev Sant'Andrea, pomemben primer rimske baročne arhitekture, je zasnoval Gian Lorenzo Bernini z Giovannijem de'Rossijem. Bernini je naročilo dobil leta 1658, cerkev pa je bila zgrajena do leta 1661, čeprav je bila notranja dekoracija končana šele leta 1670. Na tem mestu je bila prej cerkev iz 16. stoletja, Sant'Andrea a Montecavallo.
Sant'Andrea je bila po naročilu nekdanjega kardinala Camilla Francesca Maria Pamphilija, s soglasjem papeža Aleksandra VII., tretja jezuitska cerkev, zgrajena v Rimu, po cerkvi Il Gesù in Sant'Ignazio. Služila naj bi jezuitskemu noviciatu, ki je bil ustanovljen leta 1566. Bernini je menil, da je cerkev eno njegovih najbolj dovršenih del; njegov sin Domenico se je spomnil, da je v poznejših letih Bernini ure in ure sedel v njej in cenil, kar je dosegel.
Francoski dramatik Victorien Sardou je prvo dejanje svoje predstave La Tosca postavil v cerkev.
Od leta 2007 je bila naslovna cerkev brazilskega kardinala Odila Schererja.

## Zunanjost
Glavno pročelje cerkve gleda na Via del Quirinale (prej Via Pia), prav tako pa na Borrominijev San Carlo alle Quattro Fontane naprej po cesti. Za razliko od San Carla je Sant’Andrea odmaknjena od ulice, prostor zunaj cerkve pa je obdan z nizko ukrivljenimi stenami kvadranta. Ovalni cilinder obdaja kupolo, velike volute pa prenašajo stranski pritisk. Glavna fasada na ulici ima edikularni pedimentni okvir, na sredini katerega polkrožna veranda z dvema jonskima stebroma označuje glavni vhod. Nad ogredjem verande je heraldični grb zavetnika Pamphilija.

## Notranjost
V notranjosti je glavni vhod na krajši osi cerkve in neposredno obrnjen proti velikemu oltarju. Ovalno obliko glavnega kongregacijskega prostora cerkve opredeljujejo stena, pilastri in entablatura, ki uokvirjajo stranske kapele, in zlata kupola zgoraj. Veliki parni stebri, ki podpirajo ukrivljen pediment, ločujejo vdolbino velikega oltarja od kongregacijskega prostora.
V nasprotju s temnimi stranskimi kapelami je oltarna niša dobro osvetljena iz skritega vira in postane glavni vizualni poudarek spodnjega dela notranjosti. Zaradi tega je skupnost dejansko postala "priča" gledališke pripovedi o svetem Andreju, ki se začne v kapeli velikega oltarja in doseže vrhunec v kupoli. Nad velikim oltarjem je oljna slika Mučeništvo svetega Andreja (1668) francoskega slikarja Guillaumea Courtoisa, upodobitev, ki prikazuje Andreja, vezanega na diagonale oblike križa, na katerem je bil križan. Andrej se drugič pojavi, kot da bi se prebil skozi ukrivljen pediment okvirja edikule do velikega oltarja; tokrat ga predstavlja skulptura iz belega marmorja, ki jo je izklesal Antonio Raggi. Prikazan je na oblaku, ki označuje nebeški videz, z iztegnjeno roko in z odprtim pogledom navzgor pa kaže, da je na poti v nebesa, ki jih predstavlja zlata kupola, štukaturne glave kerubov so zbrane okrog odprtine do lanterno in svetilnik lučk z golobico Svetega Duha. Ta dramatična vizualna pripoved se vzdržuje ne samo navzgor skozi prostor cerkve, ampak uporablja različne umetniške načine. Bernini je združil slikarstvo, kiparstvo in arhitekturo v sintezo, da bi vizualno ustvaril idejo apoteoze svetega Andreja v tem duhovnem gledališču. Podobno sintezo umetniških načinov je uporabil pri oblikovanju Zamaknjenje svete Terezije v kapeli Cornaro Santa Maria della Vittoria. Ta sinteza se imenuje »enotnost vizualne umetnosti«.

### Kapele
Prva kapela na desni, kapela sv. Frančiška Ksaverija, vsebuje tri platna Baciccia, ki prikazujejo Krst, Pridiganje in Smrt sv. Frančiška Ksaverija (1705). V stropu je Filippo Bracci naslikal Slava svetega Frančiška Ksaverija. Kapela pasijona, znana tudi kot Kapela bičanja, ima tri platna s prizori iz Pasijona Jezusa Kristusa Giacinta Brandija: Snemanje s križa, Bičanje in Pot na Kalvarijo (1682). Levo od glavnega oltarja je v kapeli svetega Stanislava Kostke svetišče, žara iz brona in lapis lazulija, izdelana leta 1716. Slika nad nagrobnim spomenikom Madona z otrokom in sveti Stanislav Kostka je delo Carla Maratte ( 1687) in stropna freska Slava svetnikov Giovannija Odazzija. V zadnji kapeli, posvečeni svetemu Ignaciju Lojolskem, so slike Madona in otrok ter svetniki in Čaščenje Treh kraljev in pastirjev Ludovica Mazzantija s stropom s Slavo angelov Giuseppeja Chiarija.
Med kapelo sv. Stanislava Kostke in glavnim oltarjem je stranska kapela z velikim razpelom. V njem je grobnica kralja Karla Emanuela IV. Sardinije in Piemonta, ki je leta 1815 abdiciral, da bi vstopil v Družbo Jezusovo, nato pa je do svoje smrti leta 1819 živel v jezuitskem noviciatu v bližini cerkve.
- Glavni oltar – Mučeništvo svetega Andreja (1668), vključno s kupolo, stranskimi kapelicami in lučjo
- Tloris - Legenda: (1) Glavni vhod, (2) Kapela svetega Frančiška Ksaverija, (3) Kapelica pasijona, (4) Kapela svetega Stanislava Kostke, (5) Kapela svetega Ignacija Lojolskega, (6) Glavna oltar, (7) Vhod v noviciat in dostop do sob svetega Stanislava Kostke.
- Sveti Andrej, ki se na oblaku dviga na nebo, avtor Antonio Raggi
- Kip Pierra Legrosa, sv. Stanislaus  Kostka (1702-03) v Jezuitskem noviciatu v bližini Sant'Andrea al Quirinale v Rimu.

### Grobovi
- Karel Emanuel IV. Sardinije in Piemonta
- Svetišče svetega Stanislava Kostke
- Emmanuel Théodose de La Tour d'Auvergne, znan kot kardinal de Bouillon

## Sobe sv. Stanislausa Kostka v jezuitskem novinciatu
Prostori svetega Stanislava Kostke so obnovljeni ob cerkvi. Skulptura iz polikromiranega marmorja Pierra Legrosa (1702–03) prikazuje upirajočega svetnika. Fr. Andrea Pozzo je po sobah naslikal prizore iz življenja svetnika. Platno nad glavo Legrosovega Stanislausa je naslikal Tommaso Minardi leta 1825 in pokriva nekaj starejših, dotrajanih fresk.